# 詹寧斯鎮區 (堪薩斯州第開特縣)
詹寧斯鎮區（英語：Jennings Township）為美國堪薩斯州第開特縣轄下的鎮區。2010年美国人口普查中此鎮區人口有133人。

## 地理
詹寧斯鎮區涵蓋總面積為92.9平方（35.86平方英里），其中陸地面積為92.6平方（35.74平方英里），水域面積為0.31平方（0.12平方英里）或0.33%。海拔高度799（2,621英尺）。

## 人口統計
根據2010年美國人口普查，詹寧斯鎮區人口有133人，其中男性有70人，女性有63人，人口密度為每平方公里1.43人，住房計116戶。鎮區內的白人有132人，非裔美國人有0人，美洲原住民有0人，亞裔美國人有0人，太平洋島裔美國人有0人，其他種族有0人，混血種族則有1人。此外鎮區內有0人為西班牙裔或拉丁裔美國人。此鎮區之年齡中位數為56.6歲，而男性年齡中位數為55.0歲，女性年齡中位數為62.5歲。

## 交通

### 主要公路
- 383號堪薩斯州州道